# Burbach (Familienname)
Burbach ist ein deutscher Familienname.

## Namensträger
- Christiane Burbach (* 1948), deutsche evangelische Theologin, Pastoralpsychologin und Hochschullehrerin
- Frank Burbach (* 1945), deutscher Diplomat, Generalkonsul der Bundesrepublik Deutschland in Hong Kong
- Franz Burbach (1941/42–2021), deutscher Restaurator und Fernsehmoderator
- Gerhard Schmidt-Burbach (1936–2010), deutscher Hygienemediziner und Hochschullehrer
- Jana Burbach (* 1985), deutsche Drehbuchautorin
- Johann Jakob Burbach (1768–1834), deutscher Industrieller und Erfinder
- Julia Burbach, deutsche Opernregisseurin
- Yve Burbach (* 1975), deutsche Schauspielerin